# Бушман, Ян Янович
Ян Янович Бушман (1897 — 6 сентября 1938) — сотрудник ВЧК-ОГПУ, полковник НКВД, военный педагог; первый начальник Третьей школы пограничной охраны и войск ОГПУ в 1932—1935 годах (ныне Московский пограничный институт ФСБ России).

## Биография
Родился в 1894 или 1897 году в усадьбе Ланзберг (Вольмарский уезд Лифляндской губернии). Латыш, беспартийный. Работал сортировщиком железа на заводе «Металл». Член ВКП(б) с 1919 года. Участник Гражданской войны в России, командир взвода полка Особого назначения 15-й армии, был дважды ранен.
В дальнейшем был начальником 17-го пограничного отряда в Белоруссии на западной границе. Окончил в 1932 году Военную академию имени М. В. Фрунзе. В 1932—1935 годах был первым начальником Третьей школы пограничной охраны и войск ОГПУ (нынешний Московский пограничный институт ФСБ). 23 декабря 1935 года произведён в полковники НКВД СССР; в дальнейшем был заместителем начальника УПВО НКВД на Северном Кавказе. В 1936 году — начальник УПВО Азовско-Черноморского края. До 11 марта 1938 года был заместителем начальника УПО НКВД Восточно-Сибирского округа, был уволен в запас согласно статье 46, пункту «а» Положения.
29 марта 1938 года был арестован, а 8 мая того же года окончательно уволен с исключением с учёта согласно статье 47, пункту «в» Положения. 20 августа 1938 года был включён в сталинские списки подлежащих суду бывших сотрудников НКВД СССР (так называемые сталинские «расстрельные списки» как бывший сотрудник 1-й категории под номером 22 (Москва — Центр). 26 августа 1938 года Комиссия НКВД и прокуратуры СССР признала его виновным в совершении преступлений, предусмотренных статьёй 58 УК РСФСР, пунктами 6 (шпионаж), 9 (причинение материального ущерба в контрреволюционных целях) и 11 (антисоветская организационная деятельность). Приговорён Военной коллегией Верховного суда СССР к высшей мере наказания. Приговор был приведён в исполнение 6 сентября 1938 года в Ленинграде.
Реабилитирован посмертно 19 сентября 1957 года.

## Награды
- Орден Красного Знамени (приказ Революционного военного совета Республики № 156 от 3 апреля 1920)[2][11], лишён 14 августа 1943 года указом Президиума Верховного Совета СССР[12]
- Медаль «XX лет Рабоче-Крестьянской Красной Армии» (указ Президиума Верховного Совета СССР 22 февраля 1938)[2][13]
- Знак «Почетный работник ВЧК-ОГПУ (V)»[2]

## Комментарии
1. ↑  По другим данным — 1894 год[3]
2. ↑  По другим данным, 31 марта[3]
3. ↑  По другим данным, 28 августа[3]